# Mory Diaw
Mory Diaw, né le 22 juin 1993 à Poissy (Yvelines), est un footballeur international sénégalais qui évolue au poste de gardien de but au Havre AC.

## Biographie

### En club

#### Débuts au Paris Saint-Germain
Mory Diaw commence sa carrière de footballeur dans les équipes de jeunes de l'AS Poissy avec lequel il évolue jusqu'à ses 15 ans. Il rejoint ensuite le centre de formation du Paris Saint-Germain lors de la saison 2009-2010 après un court passage au FC Versailles.
D'abord en difficulté, Mory fait petit à petit ses preuves et finit par intégrer le groupe professionnel au cours de la saison 2013-2014. Il devient alors le quatrième gardien des rouges et bleus derrière Salvatore Sirigu, Nicolas Douchez et Mike Maignan. Le 8 juillet 2014, il dispute son premier match avec l'équipe première lors d'une rencontre amicale face au TSV Hartberg.
La carrière parisienne de Mory Diaw bascule dans la nuit du 19 au 20 mai 2015 lors de laquelle un nombre important d'anciens tweets à lui refont surface. Un mois plus tard le PSG fait le choix de ne pas prolonger son contrat qui arrivait à terme.

#### Quelques années compliquées
Mory Diaw fait alors le choix de partir à l'étranger et signe assez rapidement au Clube Desportivo de Mafra, club de seconde division portugaise. Malgré une première saison prometteuse sur le plan individuel lors de laquelle il participe à 17 rencontres le club n'arrive pas à se maintenir et est relégué en troisième division.
Il rejoint ensuite le Lokomotiv Plovdiv en Bulgarie mais n'y reste que six mois. S'ensuivent alors des périodes où il enchaînera les essais. L'un d'eux, plutôt concluant, aurait pu lui permettre de signer à Leeds mais un changement de propriétaire fait capoter le deal.
Après près de deux ans d'inactivité, Mory Diaw signe au FC United Zürich, en quatrième division suisse.

#### Rebond au FC Lausanne-Sport
Pari réussi puisque ces quelques mois lui permettent de signer un contrat au FC Lausanne-Sport. Peu utilisé lors de sa première saison, plusieurs apparitions en fin de saison lui permettent de convaincre son entraîneur et de participer au titre et à la montée de son club.
Lors de la saison 2020-21, pour sa première année en Super League, il s'installe dans la peau du titulaire.

#### Clermont Foot
Le 14 juin 2022, il rejoint le Clermont Foot 63 pour trois saisons. Il y fait sa première apparition lors de la première journée de Ligue 1, le 6 août 2022, contre le Paris Saint-Germain (défaite 0-5). La performance du gardien est néanmoins saluée par les journalistes, qui réalise 9 arrêts décisifs. Il est un des acteurs majeurs de la belle saison des clermontois, qui se classent 8e. Pour sa première expérience à ce niveau, il termine cet exercice avec 37 titularisations en championnat et 10 clean sheets à son actif. Auteur d'une solide saison, il est prolongé le 10 août 2023 jusqu'en juin 2026.
La saison 2023-2024 s'avère moins idyllique, le Clermont Foot terminant dernier de Ligue 1. Mory Diaw réalise toutefois une nouvelle saison pleine dans les cages, ne manquant que quatre rencontres de championnat. Ne souhaitant pas s'inscrire dans le projet en Ligue 2 et aspirant à rejoindre un club plus huppé alors que le Clermont Foot est contraint de dégraisser suite à sa relégation, il fait partie d'un groupe d'une dizaine de joueurs dont le club auvergnat espère un départ,. Malgré un intérêt évoqué du FC Nantes, il ne trouve finalement pas de point de chute durant le mercato estival. À la reprise de la saison, il n'est pas réintégré au groupe, Massamba Ndiaye ayant été promu gardien numéro 1 avec Théo Guivarch comme doublure.
Il est prêté au Rodez AF, évoluant également en Ligue 2, le 3 février 2025. Il y retrouve du temps de jeu, disputant onze rencontres sur la deuxième partie de saison.

#### Le Havre AC
Le Havre AC, évoluant en Ligue 1, officialise son arrivée le 12 juillet 2025. Il paraphe un contrat de 2 ans en faveur du club normand. 

### Équipe du Sénégal
Le 16 septembre 2022, il est convoqué pour la première fois en équipe du Sénégal. Le 29 décembre 2023, il est retenu dans la liste des vingt-sept joueurs sénégalais sélectionnés par Aliou Cissé pour disputer la Coupe d'Afrique des nations 2023.

## Statistiques
| Saison                | Club                     | Championnat           | Championnat | Championnat | Coupe nationale | Coupe nationale | Coupe de la Ligue | Coupe de la Ligue | Compétition(s) continentale(s) | Compétition(s) continentale(s) | Compétition(s) continentale(s) | Total | Total |
| Saison                | Club                     | Division              | M.          | B.          | M.              | B.              | M.                | B.                | Comp.                          | M.                             | B.                             | M.    | B.    |
| 2011-2012             | Paris Saint-Germain rés. | CFA                   | 2           | 0           | -               | -               | -                 | -                 | -                              | -                              | -                              | 2     | 0     |
| 2012-2013             | Paris Saint-Germain rés. | CFA                   | 13          | 0           | -               | -               | -                 | -                 | -                              | -                              | -                              | 13    | 0     |
| 2013-2014             | Paris Saint-Germain rés. | CFA                   | 9           | 0           | -               | -               | -                 | -                 | -                              | -                              | -                              | 9     | 0     |
| 2014-2015             | Paris Saint-Germain rés. | CFA                   | 8           | 0           | -               | -               | -                 | -                 | -                              | -                              | -                              | 8     | 0     |
| Sous-total            | Sous-total               | Sous-total            | 32          | 0           | -               | -               | -                 | -                 | -                              | -                              | -                              | 32    | 0     |
| 2015-2016             | CD Mafra                 | LigaPro               | 17          | 0           | -               | -               | -                 | -                 | -                              | -                              | -                              | 17    | 0     |
| Sous-total            | Sous-total               | Sous-total            | 17          | 0           | -               | -               | -                 | -                 | -                              | -                              | -                              | 17    | 0     |
| 2017                  | Lokomotiv Plovdiv        | Prva Liga             | 6           | 0           | 2               | 0               | -                 | -                 | -                              | -                              | -                              | 8     | 0     |
| Sous-total            | Sous-total               | Sous-total            | 6           | 0           | 2               | 0               | -                 | -                 | -                              | -                              | -                              | 8     | 0     |
| 2019                  | FC United Zürich         | 1er League            | 11          | 0           | 1               | 0               | -                 | -                 | -                              | -                              | -                              | 12    | 0     |
| Sous-total            | Sous-total               | Sous-total            | 11          | 0           | 1               | 0               | -                 | -                 | -                              | -                              | -                              | 12    | 0     |
| 2019-2020             | FC Lausanne-Sport        | Challenge League      | 5           | 0           | 2               | 0               | -                 | -                 | -                              | -                              | -                              | 7     | 0     |
| 2020-2021             | FC Lausanne-Sport        | Super League          | 34          | 0           | 1               | 0               | -                 | -                 | -                              | -                              | -                              | 35    | 0     |
| 2021-2022             | FC Lausanne-Sport        | Super League          | 27          | 0           | 1               | 0               | -                 | -                 | -                              | -                              | -                              | 28    | 0     |
| Sous-total            | Sous-total               | Sous-total            | 66          | 0           | 4               | 0               | -                 | -                 | -                              | -                              | -                              | 70    | 0     |
| 2022-2023             | Clermont Foot 63         | Ligue 1               | 37          | 0           | -               | -               | -                 | -                 | -                              | -                              | -                              | 37    | 0     |
| 2023-2024             | Clermont Foot 63         | Ligue 1               | 30          | 0           | -               | -               | -                 | -                 | -                              | -                              | -                              | 30    | 0     |
| Sous-total            | Sous-total               | Sous-total            | 67          | 0           | -               | -               | -                 | -                 | -                              | -                              | -                              | 67    | 0     |
| Total sur la carrière | Total sur la carrière    | Total sur la carrière | 199         | 0           | 7               | 0               | -                 | -                 | -                              | -                              | -                              | 206   | 0     |

## Palmarès
FC Lausanne-Sport.
- Championnat de Suisse de deuxième division (1) :
  - Champion : 2019-2020.